# Kappstrom
Der Kappstrom (früher auch Kapp-Strom) ist ein natürlicher Verbindungskanal zwischen der Spree und dem Wernsdorfer See.

## Verlauf und Brücken
Der Kappstrom fließt von der Spree nach Südwesten in Richtung des Wernsdorfer Sees. In seinem nördlichen Verlauf bildet er die Grenze zwischen Berlin und Brandenburg, in seinem südlichen Verlauf bildet er die Grenze zwischen Gosen und Neu Zittau. Der Kappstrom wird von drei Brücken überquert. Die erste führt auf den Kaniswall, die zweite, die Kappstrom-Brücke führt von Gosen nach Neu Zittau und eine dritte kleine führt von Gosen zum Großmannsberg.

## Namensgeber
Einst führte ein Weg vom Kaniswall nach Südwesten direkt ans Nordende von Gosen. Der Kappweg ist heute nur noch in seinem südwestlichen Ende als Straße erhalten geblieben. Außerdem ist am Südende des Kappstroms die Kleingartenanlage am Kappstrom nach ihm benannt.